# 1992年のF1世界選手権

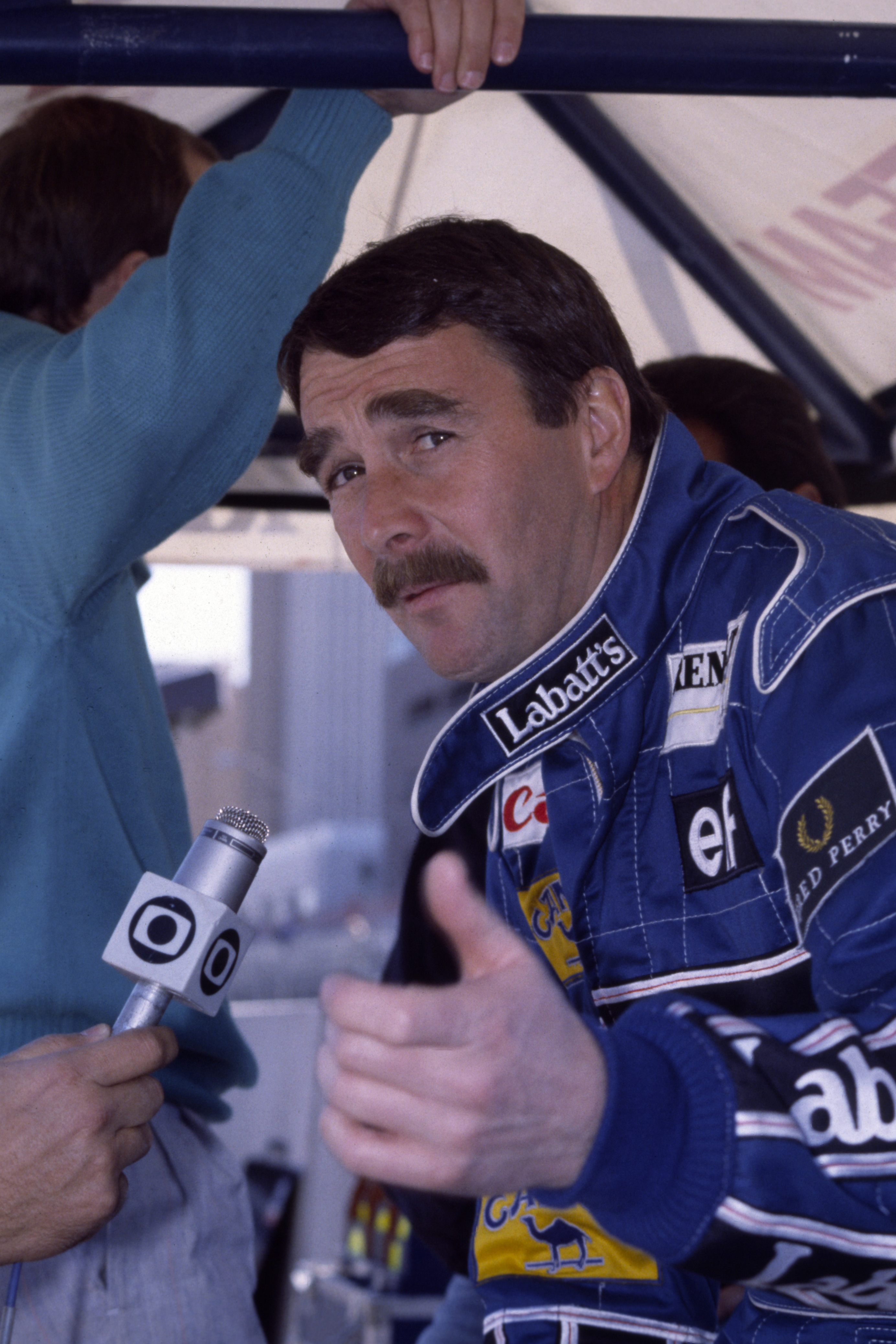
1992年のF1世界選手権においてドライバーズタイトルを獲得したナイジェル・マンセル

1992年のF1世界選手権（1992ねんのエフワンせかいせんしゅけん）は、FIAフォーミュラ1世界選手権の第43回大会である。1992年3月1日に南アフリカで開幕し、11月8日にオーストラリアで開催される最終戦まで、全16戦で争われた。

## シーズン概要
無冠の帝王ともいわれていたウィリアムズのナイジェル・マンセルが悲願のワールドチャンピオンに輝いたシーズンである。マンセルはアクティブサスペンションやトラクションコントロールといったハイテクデバイスを搭載したウィリアムズ・FW14Bを駆り躍動した。シーズン14PPと開幕5連勝を含むシーズン9勝（いずれもポールトゥウィン：PP獲得数と勝利数は当時はシーズン記録）を達成し、圧倒的な強さで戴冠を果たした。ウィリアムズはコンストラクターズチャンピオンシップでも4連覇中のマクラーレンを退け1987年シーズン以来の王座に輝き、マンセルの戴冠と合わせてダブルタイトルを達成している。また、エンジンを供給していたルノーにとっても初めての栄誉となった。一方、5連覇を逃したマクラーレンは1988年以来パートナーシップを続けてきたホンダがシーズン途中でF1からの撤退を表明することとなり、一時代の終焉を迎えている。
ドライバーでは前年シーズン途中でF1にデビューしたミハエル・シューマッハが初めてシーズンフル参戦を果たした年でもあった。シューマッハは第2戦メキシコGPにて早々に初の表彰台を経験すると、第12戦ベルギーGPでは初優勝を遂げるなど、トップドライバーの階段を着実にステップアップし、ドライバーズランキングでもマクラーレンのアイルトン・セナやゲルハルト・ベルガーを上回り3位に食い込む活躍を見せた。日本人では中嶋悟が前年限りで引退したが、前年の全日本F3000選手権チャンピオンである片山右京がヴェンチュリ・ラルースからデビューを飾りフルシーズン参戦を果たしている。また、1989年シーズンから参戦していたピレリが前年限りで撤退したことにより、タイヤはグッドイヤーのワンメイクに戻っている。

## 主要チーム概要

### ウィリアムズ
ウィリアムズのダブルタイトル獲得

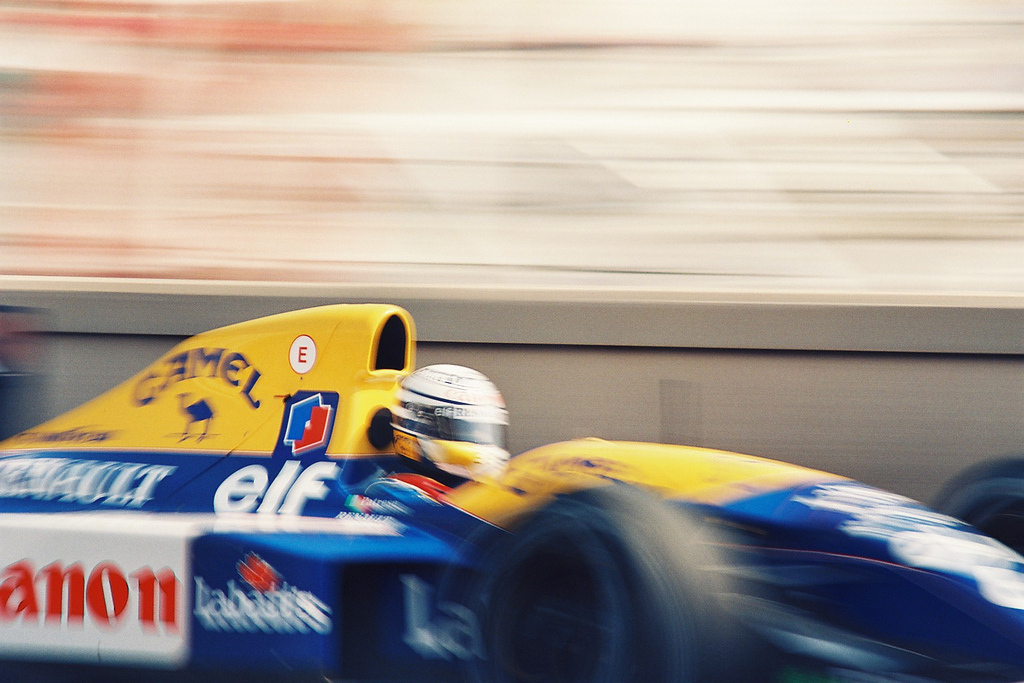
ウィリアムズ・ルノー FW14B

前年コンストラクターズチャンピオンシップを僅差で逃したウィリアムズは、前年使用したFW14にアクティブサスペンション等のハイテクデバイスを搭載させた改良型のFW14Bにて開幕を迎えた。ドライバーは前年と同じくナイジェル・マンセルとリカルド・パトレーゼのコンビで参戦している。当初はハイテク専用車であるFW15をシーズン途中にて投入する予定であったが、FW14Bが開幕から圧倒的な強さを見せたことから、FW15の投入は翌年に見送り、シーズンを通してFW14Bにて戦った経緯がある。
前年はマンセルが2PP5勝、パトレーゼが4PP2勝と速さの面で両者はほぼ互角の数字を残したが、この年はハイテクアクティブカーの登場によって両者の成績に大きな差が生まれたシーズンとなった。マンセルは自らのドライビングをアクティブカーへとよく適応させ、マシンが持っているポテンシャルを十二分に発揮させることに成功し、前述の通りの開幕5連勝、14PP、シーズン計9勝という圧倒的な成績を残して第11戦ハンガリーGPにて早々にチャンピオンを確定させている。一方のパトレーゼはアクティブカーへの適応に苦心したと云われており、速さの面ではマンセルのライバルとまではなれず、優勝も既にシーズンの大勢が決していた終盤の第15戦日本GPの1勝のみに留まっている。しかしながら、パトレーゼは第9戦イギリスGPまでに2位表彰台に6度登っており（いずれもマンセルとのワンツーフィニッシュ）、チームの5年ぶりのコンストラクターズチャンピオン戴冠には大きく貢献を果たした。
ウィリアムズは両ドライバーの活躍によりシーズン16戦中15PP10勝の数字を残し、1987年以来のダブルタイトル獲得という栄光を掴んだ。
シート争奪戦の果てのマンセルの引退・アメリカCART挑戦へ
この年は第11戦ハンガリーGPにてマンセルが早々にチャンピオンを決定させると、例年より早くストーブリーグの動きにも注目が集まるシーズンとなった。マンセルはシーズン半ばからウィリアムズとの翌シーズンのシート契約交渉に入っていたものの、交渉は難航した。翌1993年のウィリアムズのシートを巡っては、エンジンを供給していたルノーの仲介によって92年シーズンを休養していたアラン・プロストも加わっており、さらにホンダが撤退することが濃厚となっていたマクラーレンのアイルトン・セナも、ウィリアムズの最強マシンに対してラブコールを送ることとなり、マンセル・プロスト・セナという熾烈な三つ巴の様相を呈す事態となってしまった。ウィリアムズは自分たちが作り出した車に対して絶対的な自信を持っており、チャンピオンを獲得したマンセルの要求に対して素直に首を縦に振ることはせず、逆にプロストやセナと交渉していることを暗に示唆したといわれている。マンセルは最強マシンを作り上げたことに対する貢献と、チャンピオン獲得に対する純粋な評価を下さないで政治的な駆け引きを持ち込もうとするチームの姿勢に対して嫌気が差してしまい、第13戦イタリアGPにおいてチームには知らせず単独で記者会見をセッティング。慌てたチームは記者会見のその場で人目もはばからずに残留交渉を持ちかけるも、マンセルの意志は固く「自らの力の及ばない理由により」と声明を発し、F1からの引退を発表し、シート争いから早々に離脱してしまった（その後アメリカのインディカー(CART)に転向を表明。1994年のセナの事故死の後、スポット参戦でウィリアムズに復帰）。時を同じくしてパトレーゼもウィリアムズに不信感を募らせベネトンへの移籍を表明することとなり、ウィリアムズのダブルタイトル獲得は、大きく貢献した2人のドライバーが同時に去ってしまうという後味の悪いものとなってしまった。その後、1993年のウィリアムズのシートにはプロストが収まり、セカンドドライバーには当時テストドライバーを務めていたデイモン・ヒルが昇格することになる。

### マクラーレン

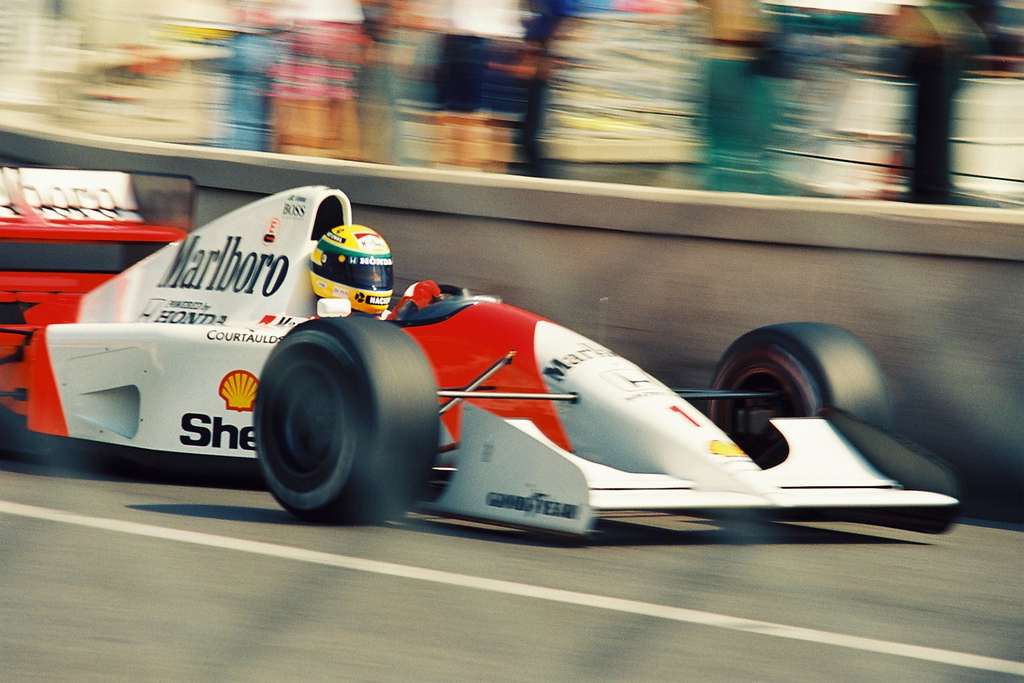
マクラーレン・ホンダ MP4/7A

マクラーレンは信頼性を重視して前年使用したMP4/6の改良型でシーズン開幕を迎えた。ドライバーはアイルトン・セナとゲルハルト・ベルガーのコンビである。シーズンが開幕するとウィリアムズの2台に対して速さの面で全く歯が立たないことが露呈する事態となる。チームは急遽予定を前倒しして新車であるMP4/7Aを第3戦ブラジルGPから投入することとなった。しかし、ブラジルGP予選でもマンセルに2秒、パトレーゼにも1秒の差をつけられてしまい、状況を変えることができないまま、マンセルに開幕5連勝（うち4戦はパトレーゼとのワンツーフィニッシュ）を許す展開となってしまっている。そんな中迎えた第6戦モナコGPでは、レース終盤トップを走るマンセルにタイヤトラブルが発生し（ホイールナットの緩み）、マンセルが緊急ピットインするとピットイン中にセナが逆転。ピットアウト後、マンセルはファステストラップを刻みながら猛追しセナの背後まで迫ったものの、モナコのコース幅の狭さもあり抜くことができず、セナが死力を尽くしてかろうじてリードを守り切りようやくシーズン初勝利を記録した。さらに第7戦カナダGP予選ではセナがPPを獲得（ウィリアムズ勢以外ではこのシーズン唯一のPP）。決勝もこのシーズン初めてウィリアムズの2台がリタイアする展開となり、今度はベルガーがシーズン初優勝を遂げて、マクラーレンはチームとして2連勝を記録。ウィリアムズへの反攻の足場を何とか作ったかに見えたものの、次戦のフランスGPではセナもベルガーも共にリタイアとなり、このフランスGPを含めてマンセルが3連勝を達成し、シーズンの趨勢は決してしまった。結局チームとして最終的に5勝（セナ3勝、ベルガー2勝）を挙げたものの、第9戦イギリスGPまでにウィリアムズに6度のワンツーフィニッシュを許しており、速さの面では勝利数以上の差を見せつけられる完敗であった。また、セナとベルガーが共に完走を果たしたレースも4レースに留まるなど、マシンの信頼性も高いとは言えなかった。最終的にコンストラクターズ争いでは全戦入賞を果たしたベネトンに迫られつつ、かろうじて2位は死守している。しかし、ドライバー個人としてはセナ・ベルガー共々、実質ルーキーイヤーのベネトンのシューマッハに及ばず4位、5位でシーズンを終了した。また、7月18日付の日本の新聞紙上において、ホンダのF1活動撤退が報道され、イタリアGPの前にホンダ側がF1からの撤退を正式に表明するに至っており（チーム代表のロン・デニスには開幕前には知らされていた）、1988年からコンストラクターズ4連覇という黄金時代を築いてきたマクラーレンとホンダの関係はこの年で一旦終わりを迎えることとなった。ホンダが撤退したことにより、マクラーレンはこの後数年にわたって、エンジンサプライヤーが毎年変わっていくこととなり、一時の低迷を迎えることとなる。

### ベネトン

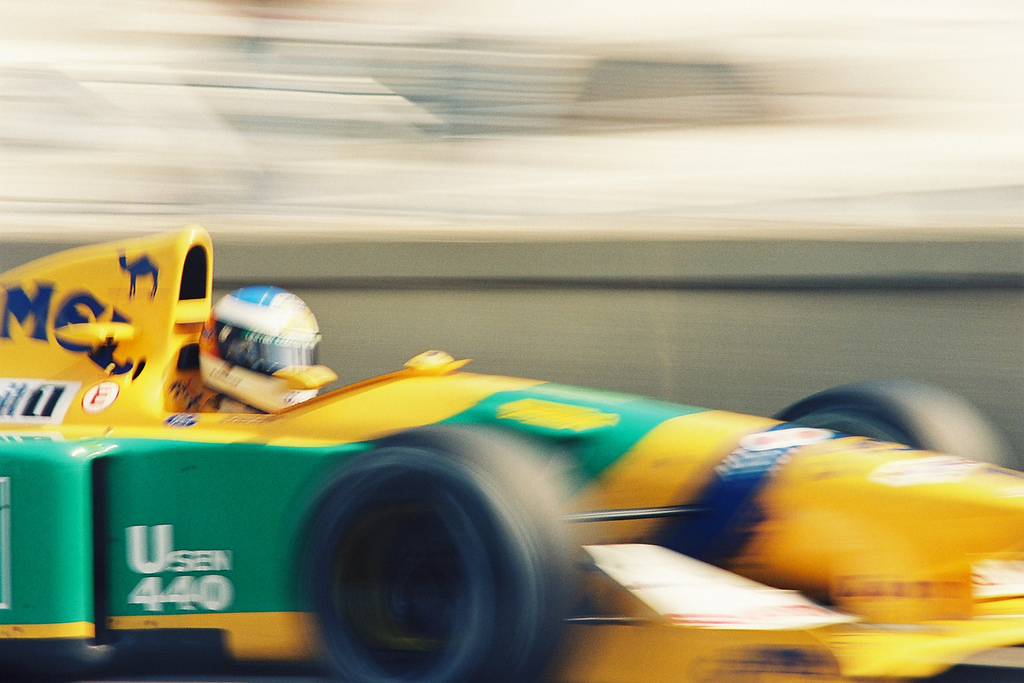
ベネトン・フォード B192

ベネトンはネルソン・ピケがF1を去ることになり、前年の第12戦イタリアGPからチームに加入したミハエル・シューマッハがフル参戦初年度を迎えた。パートナーにはマーティン・ブランドルが加入している。タイヤもピレリが撤退したことによりグッドイヤーユーザーに戻っている。ベネトンは開幕から3戦を前年の改良型のB191Bにて戦い、ヨーロッパラウンド（第4戦）から新車のB192を投入した。B192はハイテクデバイスこそ全く搭載されていなかったマシンであったが、前年から採用したハイノーズのデザインを進化させた通称「バナナノーズ（スポンサーのキャメルの黄色から）」が特徴的で、優れた空力性能と高い信頼性を備え、フォードHBエンジンとの相性も良く、トータルバランスに秀でたマシンに仕上がっており、二人のドライバーで全戦入賞の快挙を成し遂げている（1963年のロータス以来29年ぶりの快挙）。シューマッハは第2戦メキシコGPにてキャリア初表彰台となる3位に入ると、ベルギーGPでは初優勝（F1においてマニュアルシフト車の最後の優勝）を達成するなど大活躍し、ドライバーズランキングでもマクラーレンのセナとベルガーを上回る3位にランクインした。セカンドドライバーに迎えられたマーティン・ブランドルは、それまでのキャリアにおいて最も戦闘力を有したマシンでの参戦となり実力を発揮。開幕から4戦はリタイアが続いたものの、第8戦イギリスGPから最終戦まですべて完走を果たし、2位1回3位4回を含む11度の入賞を収め、チームに大きく貢献している。しかしながら、コンストラクターズチャンピオンシップでは5勝を挙げたマクラーレンに僅か及ばず、3位でシーズンを終えることになった。

### フェラーリ

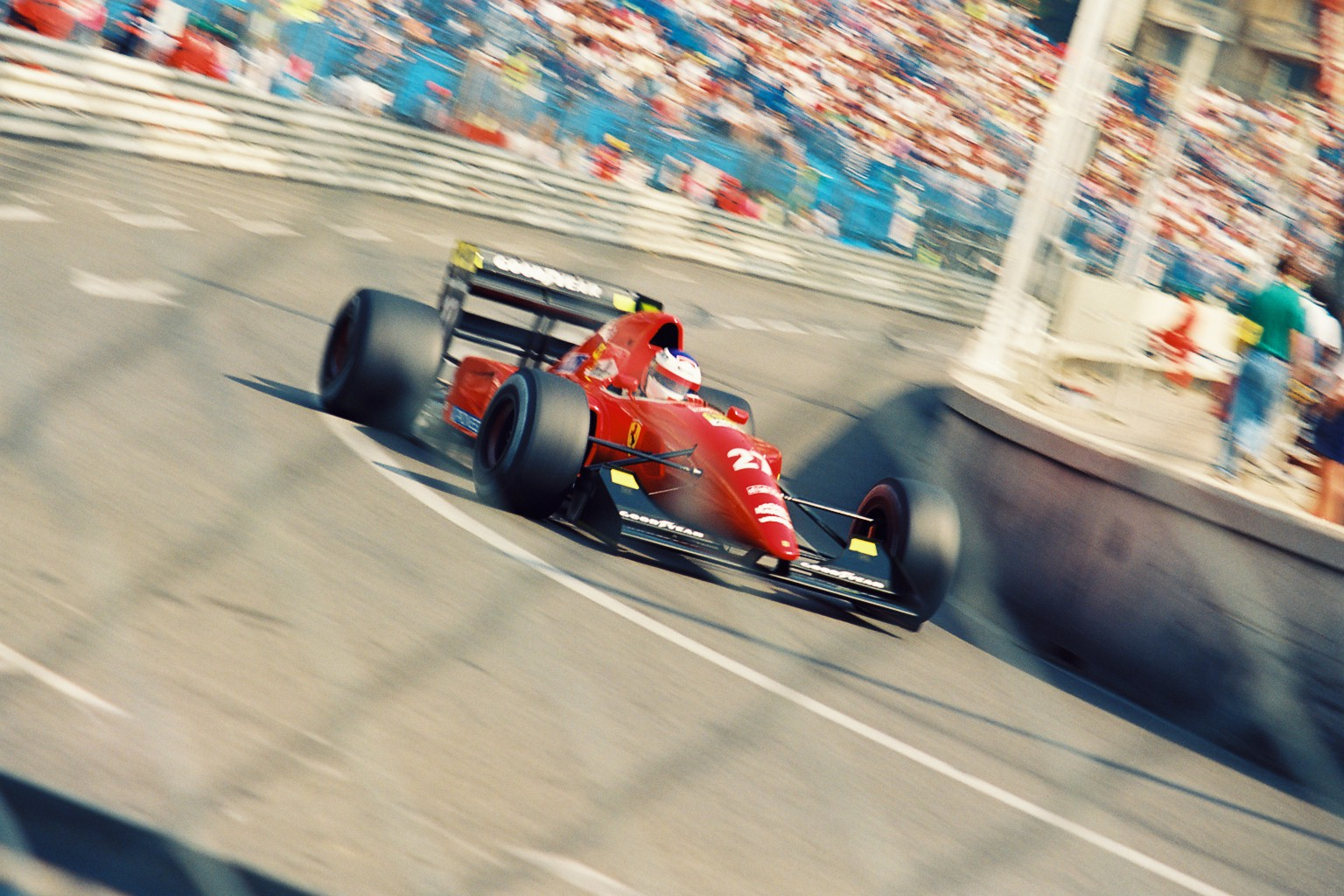
フェラーリ・F92A

前年未勝利に終わったフェラーリは復活を期したシーズンを迎えた。ドライバーはアラン・プロストが離脱し、ジャン・アレジがエースに昇格。プロストの後釜にはレイトンハウスで好走を見せていたイヴァン・カペリが加入した。「ダブルデッキ」もしくは「ダブルフロア」と呼ばれる二重底設計が特徴の意欲作の新車F92Aで戦ったが、この特徴によってマシンバランスが悪くなってしまったうえシーズン中の開発も迷走したと云われている。結果、決定的に速さが足りず、第3戦メキシコGP予選に至っては、フェラーリエンジンのカスタマー供給を受けていたスクーデリア・イタリアの2台よりも後方のグリッドに沈むなど1年を通して低調なシーズンに終わった。エースとなったアレジの力をもってしても、ウェットコンディション下でのスペインGPとウィリアムズの2台とセナがリタイアしたカナダGPにて3位表彰台を確保するのがやっとであり、表彰台はその2戦のみに留まっている。待望のイタリア人フェラーリドライバーとして大きく期待されたカペリも低調な成績に終始し、入賞はブラジルGPの5位とハンガリーGPの6位のわずか2回のみとなり第14戦ポルトガルGPを最後に解雇の憂き目にあっている。チームはカペリに替わって終盤2戦はテストドライバーのニコラ・ラリーニを起用し、翌シーズンに向けて開発中であったアクティブサスペンションの実走テストを行ったとされている。結局入賞は8回を記録し、コンストラクターズチャンピオンシップではかろうじて4位には収まったものの、シーズンを通じて獲得したポイントは僅か21ポイントという近年稀に見る低調な成績でシーズンを終了することになってしまった。

### ロータス

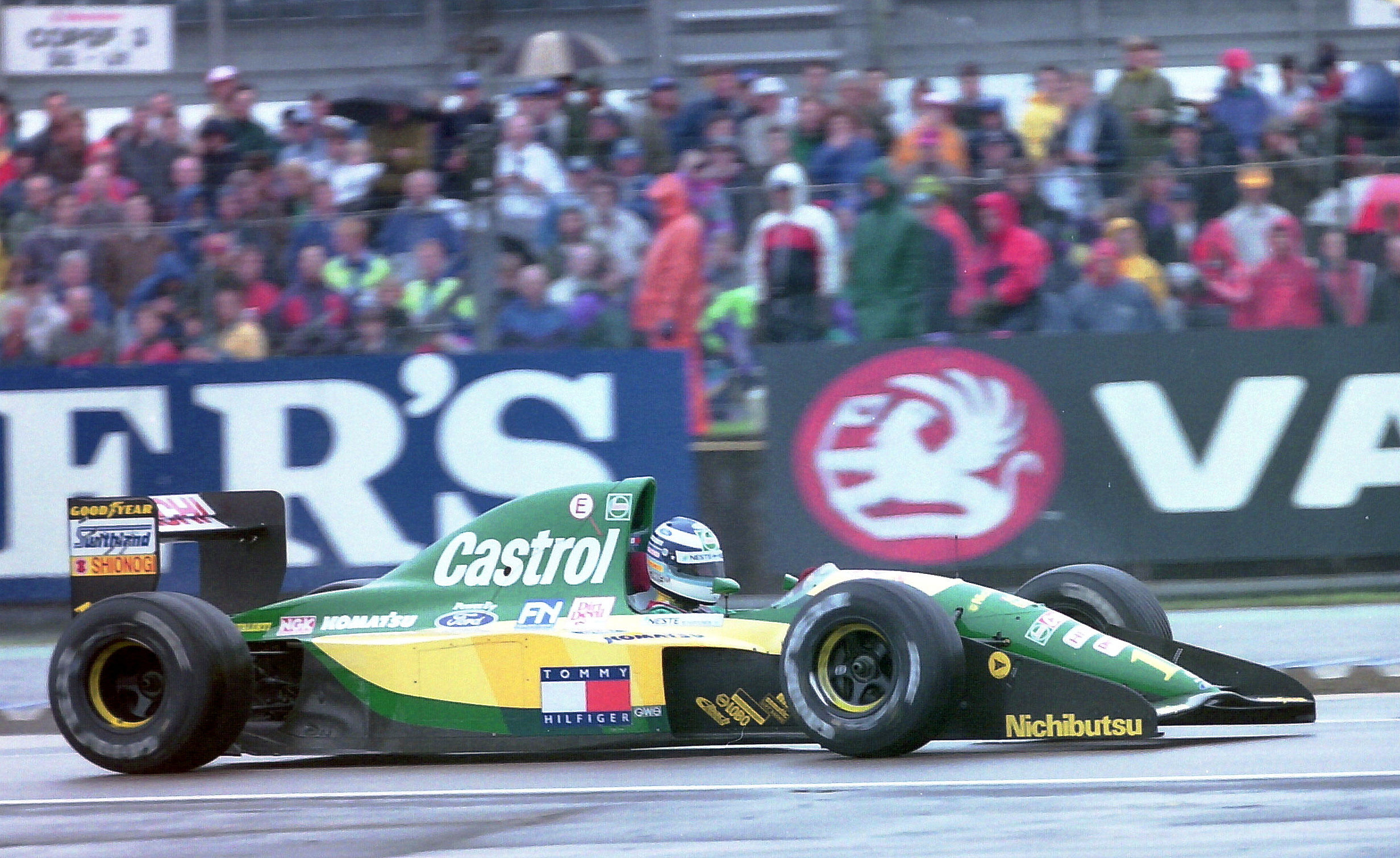
ロータス・フォード 107

ロータスは1990年限りでメインスポンサーのキャメルを失って以来、資金的にも厳しい状況を迎えつつあった。そんな中で2年ぶりの新車を開発し、開幕から投入する予定であったが、当初予定のジャッドEVエンジンではなく、急遽フォードHBエンジンの供給を受けることとなったため、エンジン変更のための車体の調整に時間を要する事態となり、開幕を前年使用していたロータス・102の改良型にて迎え、第6戦（正確には第5戦）から新車となるロータス・107を投入した。ドライバーは前年途中からF1に復帰したジョニー・ハーバートと参戦2年目を迎えるミカ・ハッキネンのコンビである。第8戦フランスGPではハッキネンとハーバートがダブル入賞を達成するなど、資金難の中にあって度々好走を見せ、一定の成功を収めている。若手有望株のハッキネンは2度の4位入賞を含む6回の入賞を達成し、この活躍が認められ、翌年からマクラーレンに移籍をすることとなった。チームとしては計8回入賞を記録し、コンストラクターズ5位に入っている。

### ティレル
ティレルは前年限りで中嶋悟が引退し、ブラウンなどスポンサーも撤退したことから資金的にも厳しい状況となった。スポンサーの少なさから白地が目立つ車体となり前年使用した020の改良型にて参戦している。資金難と前年使用したシャシーでの参戦であったため、苦戦が予想されていたものの、ピレリタイヤからグッドイヤータイヤに戻したことや、ホンダエンジンよりも軽量なイルモアエンジンの使用により、エンジンの重量に起因するマシンバランスの悪さが自然と解消されたといわれ、予想外の健闘を見せた。アンドレア・デ・チェザリスによって最高位4位を含む4度の入賞がもたらされ、コンストラクターズ6位に食い込んでいる。ティレルは翌年からヤマハエンジンの独占供給を受けることとなり、日本の片山右京が移籍することになる。

### リジェ
リジェはオフのストーブリーグにて話題を集める存在となった。まずはベネトンを追われることが濃厚となっていたネルソン・ピケと交渉を持ったものの、条件面で折り合いがつかずに破談となり、さらに、フェラーリを追われたアラン・プロストとはチームの買収にまで踏み込んだ交渉に発展し、プロスト自身もリジェのマシンのテストドライブまでしたものの、こちらも破談に終わっている。結局、前年と変わらずにティエリー・ブーツェンとエリック・コマスのコンビで参戦をした。リジェはこの年からウィリアムズが使用しているのと同型のルノーエンジンを搭載することとなり、飛躍が期待されたシーズンを迎えた。第7戦カナダGPにてコマスが自身初となる6位入賞を果たし、チームにも3年ぶりの入賞がもたらされたものの、結局この年は二人で4度の入賞に留まり、同じエンジンを使用しているウィリアムズとの差は歴然としたものがあり、チーム創設者でオーナーであったギ・リジェはモチベーションを低下させることとなってしまった。最終的にはAGSの元代表であるシリル・ド・ルーブルにチームが売却されることとなった。

### ジョーダン
前年新規参入し、コンストラクターズランキングで4強に次ぐ5位を記録し、大成功を収めたジョーダン・グランプリであったが、今季は一転して苦戦を強いられたシーズンを過ごした。ドライバーはティレルから移籍してきたステファノ・モデナとレイトンハウスから移籍のマウリシオ・グージェルミンのコンビで臨んでいる。この年のジョーダン・192はヤマハのV12エンジンの独占供給を受けたものの、前年使用していたフォードHBのV8エンジンと比べて容量や熱量など全てがかさんでしまい、車体のバランスが悪く、大きなマイナスが出たと言われている。信頼性も高くはなく、二人のドライバーで延べ9回の完走に留まり、モデナに至っては4度の予選落ちを数えてしまった。入賞も最終戦でようやくモデナが6位に入った1度のみと寂しい結果となり、ヤマハとのジョイントはこのシーズンのみで解消するに至っている。

## 日本人ドライバー概要
日本人では鈴木亜久里と片山右京の2名がフル参戦を果たした。前年限りで中嶋悟が引退し、入れ替わるように日本人のF1フル参戦3人目となる片山右京がデビューをした。

### 鈴木亜久里
鈴木亜久里はラルースチームを離れ、フットワークチームに移籍をした。オーナーは日本人の大橋渡氏であり、エンジンは前年ティレルで中嶋悟が使用してたホンダエンジンを引き継いだ無限ホンダという組み合わせで、実質は鈴木をエースドライバーとしたチーム体制(この年は1台が予備予選の対象であったが、予備予選にはチームメイトのミケーレ・アルボレートが出走した）であり、それまでよりも恵まれたパッケージでの参戦が実現した。しかし、フットワーク・FA13は空力特性の難があり、無限ホンダエンジンも重く、改良も遅れを取った結果、速さには結びつかなった。チームメイトのアルボレートは老練なる走りで16戦中14戦で完走し、4度の入賞をチームにもたらしたものの、鈴木はマシンへの適応に苦慮し2度の予選落ちも経験し、苦しいシーズンを過ごす結果となった。結局入賞もできないままシーズンを終了することとなり、翌年は背水の陣にて臨むこととなった。

### 片山右京
この年から片山右京がヴェンチュリ・ラルースからF1デビューを果たした。パートナーはベルトラン・ガショーである。片山は開幕から3戦連続で完走したものの、モナコGPではマシンのオイル漏れが激しくキャリアで唯一の予備予選落ちを経験し、スペインGPでも予選二日目の雨の影響を受けて予選落ちを喫している。その一方で、カナダGPではこの年の予選順位最高位となる11位を確保し、決勝でも5位まで順位を上げたものの、6位から差を縮めてきていたティレルのアンドレア・デ・チェザリスに抜かれまいとペースを上げたところ、自らのシフト操作のミスによってエンジンをオーバーレブさせてしまいリタイアとなっている。結局入賞のチャンスはカナダ以降訪れることはなく、6度の完走に留まり、最高位は9位であった。翌1993年はヤマハエンジンを搭載することになったティレルに移籍をすることになっている。
また、中谷明彦がブラバムと契約したものの、スーパーライセンスが発給されない事態となり、残念ながら参戦は実現しなかった。

## トピック
- グラハム・ヒルを父に持つデイモン・ヒル、エマーソン・フィッティパルディを叔父に持つクリスチャン・フィッティパルディ、3人目の日本人ドライバー・片山右京といったドライバーがデビュー。またF1で5人目の女性ドライバー、ジョバンナ・アマティもデビューしたが、予選を通過することなく序盤で姿を消した。一方でマンセルの他にステファノ・モデナ、マウリシオ・グージェルミン、ヤン・ラマース、オリビエ・グルイヤール、ガブリエル・タルキーニ（タルキーニは1995年ポルトガルGPで負傷した片山右京の代役でヨーロッパGPに参戦）はF1最後のシーズンとなった。
- コンストラクターではF1通算35勝の名門・ブラバムが資金難によりシーズン途中で撤退。他にもフォンドメタル、アンドレア・モーダがシーズン途中に、マーチがシーズン終了後に消滅した。また、シャシー製作を外部（ダラーラ）に委託していたスクーデリア・イタリアは、翌シーズンから委託メーカーをローラに変更したため、ダラーラのF1参戦はこの年までとなっている。ベンチュリー名義で参戦したラルースも93年シーズンから本来の名称で参戦した。
- 前述の通り、このシーズン限りでホンダが撤退することとなったが、シーズン最終戦でゲルハルト・ベルガーが優勝を果たし有終の美を飾っている（後に2000年に復帰する）。
- シーズン途中でアンドレア・モーダとブラバムが撤退し、参戦台数が4台減少したため、第14戦以降は予備予選が消滅した。1988年シーズン以来のことだった。

## レギュレーション変更
- タイヤはグッドイヤーのみのワンメイクとなった。一世を風靡したQタイヤ（予選専用スペシャルタイヤ） がこの年から禁止となった。
- また、シーズン途中の第11戦ハンガリーグランプリからはスペシャルガソリンの使用も禁止された。当時はレース中の給油は禁止されており（レース中の給油が再度導入されるのは1994年からである）、エンジンの燃費や燃料の良し悪しが重要な要素となっていた。
- この年からセーフティカーがレギュレーションの条文に加わった（翌年のブラジルグランプリで制定後初めて実戦で運用された）。

## 開催地及び勝者
| ラウンド | レース                   | 開催日   | 開催地                 | ポールポジション     | ファステストラップ     | 優勝者                 | コンストラクター    | レポート |
| -------- | ------------------------ | -------- | ---------------------- | -------------------- | ---------------------- | ---------------------- | ------------------- | -------- |
| 1        | 南アフリカグランプリ     | 3月1日   | キャラミ               | ナイジェル・マンセル | ナイジェル・マンセル   | ナイジェル・マンセル   | ウィリアムズ-ルノー | 詳細     |
| 2        | メキシコグランプリ       | 3月22日  | エルマノス・ロドリゲス | ナイジェル・マンセル | ゲルハルト・ベルガー   | ナイジェル・マンセル   | ウィリアムズ-ルノー | 詳細     |
| 3        | ブラジルグランプリ       | 4月5日   | インテルラゴス         | ナイジェル・マンセル | リカルド・パトレーゼ   | ナイジェル・マンセル   | ウィリアムズ-ルノー | 詳細     |
| 4        | スペイングランプリ       | 5月3日   | バルセロナ             | ナイジェル・マンセル | ナイジェル・マンセル   | ナイジェル・マンセル   | ウィリアムズ-ルノー | 詳細     |
| 5        | サンマリノグランプリ     | 5月17日  | イモラ                 | ナイジェル・マンセル | リカルド・パトレーゼ   | ナイジェル・マンセル   | ウィリアムズ-ルノー | 詳細     |
| 6        | モナコグランプリ         | 5月31日  | モナコ                 | ナイジェル・マンセル | ナイジェル・マンセル   | アイルトン・セナ       | マクラーレン-ホンダ | 詳細     |
| 7        | カナダグランプリ         | 6月14日  | モントリオール         | アイルトン・セナ     | ゲルハルト・ベルガー   | ゲルハルト・ベルガー   | マクラーレン-ホンダ | 詳細     |
| 8        | フランスグランプリ       | 7月5日   | マニクール             | ナイジェル・マンセル | ナイジェル・マンセル   | ナイジェル・マンセル   | ウィリアムズ-ルノー | 詳細     |
| 9        | イギリスグランプリ       | 7月12日  | シルバーストン         | ナイジェル・マンセル | ナイジェル・マンセル   | ナイジェル・マンセル   | ウィリアムズ-ルノー | 詳細     |
| 10       | ドイツグランプリ         | 7月26日  | ホッケンハイムリンク   | ナイジェル・マンセル | リカルド・パトレーゼ   | ナイジェル・マンセル   | ウィリアムズ-ルノー | 詳細     |
| 11       | ハンガリーグランプリ     | 8月16日  | ハンガロリンク         | リカルド・パトレーゼ | ナイジェル・マンセル   | アイルトン・セナ       | マクラーレン-ホンダ | 詳細     |
| 12       | ベルギーグランプリ       | 8月30日  | スパ・フランコルシャン | ナイジェル・マンセル | ミハエル・シューマッハ | ミハエル・シューマッハ | ベネトン-フォード   | 詳細     |
| 13       | イタリアグランプリ       | 9月13日  | モンツァ               | ナイジェル・マンセル | ナイジェル・マンセル   | アイルトン・セナ       | マクラーレン-ホンダ | 詳細     |
| 14       | ポルトガルグランプリ     | 9月27日  | エストリル             | ナイジェル・マンセル | アイルトン・セナ       | ナイジェル・マンセル   | ウィリアムズ-ルノー | 詳細     |
| 15       | 日本グランプリ           | 10月25日 | 鈴鹿                   | ナイジェル・マンセル | ナイジェル・マンセル   | リカルド・パトレーゼ   | ウィリアムズ-ルノー | 詳細     |
| 16       | オーストラリアグランプリ | 11月8日  | アデレード             | ナイジェル・マンセル | ミハエル・シューマッハ | ゲルハルト・ベルガー   | マクラーレン-ホンダ | 詳細     |

## エントリーリスト
*はこの年にデビューしたドライバー
| エントラント                                | コンストラクター   | シャーシ         | エンジン                              | タイヤ | ドライバー                                                                                              |
| ------------------------------------------- | ------------------ | ---------------- | ------------------------------------- | ------ | --- |
| ホンダ・マールボロ・マクラーレン            | マクラーレン       | MP4/6B MP4/7A    | ホンダRA122E(V12) ホンダRA122E/B(V12) | G      | 1.アイルトン・セナ 2.ゲルハルト・ベルガー                                                               |
| ティレル・レーシング・オーガナイゼーション  | ティレル           | 020B             | イルモア2175A(V10)                    | G      | 3.オリビエ・グルイヤール 4.アンドレア・デ・チェザリス                                                   |
| キヤノン・ウィリアムズ・チーム              | ウィリアムズ       | FW14B            | ルノーRS3C,RS4(V10)                   | G      | 5.ナイジェル・マンセル 6.リカルド・パトレーゼ                                                           |
| モーター・レーシング・デベロップメント Ltd. | ブラバム           | BT60B            | ジャッドGV(V10)                       | G      | 7.エリック・ヴァン・デ・ポール 8.デイモン・ヒル* (8.)ジョバンナ・アマティ*                              |
| フットワーク・無限ホンダ                    | フットワーク       | FA13             | 無限MF351H(V10)                       | G      | 9.ミケーレ・アルボレート 10.鈴木亜久里                                                                  |
| チーム・ロータス                            | ロータス           | 102D 107         | フォードHB5(V8)                       | G      | 11.ミカ・ハッキネン 12.ジョニー・ハーバート                                                             |
| フォンドメタル                              | フォンドメタル     | GR01 GR02        | フォードHB5(V8)                       | G      | 14.アンドレア・キエーザ* (14.)エリック・ヴァン・デ・ポール 15.ガブリエル・タルキーニ                    |
| マーチ・F1                                  | マーチ             | CG911B           | イルモア2175A(V10)                    | G      | 16.カール・ヴェンドリンガー (16.)ヤン・ラマース 17.ポール・ベルモンド* (17.)エマニュエル・ナスペッティ* |
| キャメル・ベネトン・フォード                | ベネトン           | B191B B192       | フォードHB6,7(V8)                     | G      | 19.ミハエル・シューマッハ 20.マーティン・ブランドル                                                     |
| スクーデリア・イタリア SpA                  | ダラーラ           | BMS192           | フェラーリTipo037(V12)                | G      | 21.J.J.レート 22.ピエルルイジ・マルティニ                                                               |
| ミナルディ・チーム                          | ミナルディ         | M191B M191L M192 | ランボルギーニ3512(V12)               | G      | 23.クリスチャン・フィッティパルディ* (23.)アレッサンドロ・ザナルディ 24.ジャンニ・モルビデリ            |
| リジェ・ジタン・ブロンド                    | リジェ             | JS37             | ルノーRS3B,RS3C(V10)                  | G      | 25.ティエリー・ブーツェン 26.エリック・コマス                                                           |
| スクーデリア・フェラーリ SpA                | フェラーリ         | F92A F92AT       | フェラーリTipo040(V12)                | G      | 27.ジャン・アレジ 28.イヴァン・カペリ (28.)ニコラ・ラリーニ                                             |
| セントラルパーク・ヴェンチュリー・ラルース  | ヴェンチュリー     | LC92             | ランボルギーニ3512(V12)               | G      | 29.ベルトラン・ガショー 30.片山右京*                                                                    |
| サソル・ジョーダン・ヤマハ                  | ジョーダン         | 192              | ヤマハOX99(V12)                       | G      | 32.ステファノ・モデナ 33.マウリシオ・グージェルミン                                                     |
| アンドレア・モーダ・フォーミュラ            | アンドレア・モーダ | C4B S921         | ジャッドGV(V10)                       | G      | 34.ロベルト・モレノ (34.)アレックス・カフィ 35.ペリー・マッカーシー* (35.)エンリコ・ベルタッジア        |

### ドライバー変更
- アンドレア・モーダのNo.34とNo.35は開幕から2戦のみカフィとベルタッジアをエントリー。
- ブラバムのNo.8は開幕から3戦のみアマティをエントリー。
- ミナルディのNo.23は第9戦〜第11戦までザナルディがフィッティパルディの代役として出走。
- フォンドメタルのNo.15は第11戦以降ヴァン・デ・ポールに交代。
- マーチはNo.17を第12戦以降ナスペッティに、No.16を第15戦以降ラマースに交代。
- フェラーリのNo.28は第15戦以降ラリーニに交代。

## 1992年のドライバーズランキング
| 順位 | ドライバー                       | RSA | MEX | BRA | ESP  | SMR  | MON  | CAN  | FRA | GBR  | GER  | HUN  | BEL | ITA | POR | JPN | AUS | ポイント |
| ---- | -------------------------------- | --- | --- | --- | ---- | ---- | ---- | ---- | --- | ---- | ---- | ---- | --- | --- | --- | --- | --- | -------- |
| 1    | ナイジェル・マンセル             | 1   | 1   | 1   | 1    | 1    | 2    | Ret  | 1   | 1    | 1    | 2    | 2   | Ret | 1   | Ret | Ret | 108      |
| 2    | リカルド・パトレーゼ             | 2   | 2   | 2   | Ret  | 2    | 3    | Ret  | 2   | 2    | 8    | Ret  | 3   | 5   | Ret | 1   | Ret | 56       |
| 3    | ミハエル・シューマッハ           | 4   | 3   | 3   | 2    | Ret  | 4    | 2    | Ret | 4    | 3    | Ret  | 1   | 3   | 7   | Ret | 2   | 53       |
| 4    | アイルトン・セナ                 | 3   | Ret | Ret | 9    | 3    | 1    | Ret  | Ret | Ret  | 2    | 1    | 5   | 1   | 3   | Ret | Ret | 50       |
| 5    | ゲルハルト・ベルガー             | 5   | 4   | Ret | 4    | Ret  | Ret  | 1    | Ret | 5    | Ret  | 3    | Ret | 4   | 2   | 2   | 1   | 49       |
| 6    | マーティン・ブランドル           | Ret | Ret | Ret | Ret  | 4    | 5    | Ret  | 3   | 3    | 4    | 5    | 4   | 2   | 4   | 3   | 3   | 38       |
| 7    | ジャン・アレジ                   | Ret | Ret | 4   | 3    | Ret  | Ret  | 3    | Ret | Ret  | 5    | Ret  | Ret | Ret | Ret | 5   | 4   | 18       |
| 8    | ミカ・ハッキネン                 | 9   | 6   | 10  | Ret  | DNQ  | Ret  | Ret  | 4   | 6    | Ret  | 4    | 6   | Ret | 5   | Ret | 7   | 11       |
| 9    | アンドレア・デ・チェザリス       | Ret | 5   | Ret | Ret  | 14   | Ret  | 5    | Ret | Ret  | Ret  | 8    | 8   | 6   | 9   | 4   | Ret | 8        |
| 10   | ミケーレ・アルボレート           | 10  | 13  | 6   | 5    | 5    | 7    | 7    | 7   | 7    | 9    | 7    | Ret | 7   | 6   | 15  | Ret | 6        |
| 11   | エリック・コマス                 | 7   | 9   | Ret | Ret  | 9    | 10   | 6    | 5   | 8    | 6    | Ret  | DNQ | Ret | Ret | Ret | Ret | 4        |
| 12   | カール・ベンドリンガー           | Ret | Ret | Ret | 8    | 12   | Ret  | 4    | Ret | Ret  | 16   | Ret  | 11  | 10  | Ret |     |     | 3        |
| 13   | イヴァン・カペリ                 | Ret | Ret | 5   | 10   | Ret  | Ret  | Ret  | Ret | 9    | Ret  | 6    | Ret | Ret | Ret |     |     | 3        |
| 14   | ティエリー・ブーツェン           | Ret | 10  | Ret | Ret  | Ret  | 12   | 10   | Ret | 10   | 7    | Ret  | Ret | Ret | 8   | Ret | 5   | 2        |
| 15   | ジョニー・ハーバート             | 6   | 7   | Ret | Ret  | Ret  | Ret  | Ret  | 6   | Ret  | Ret  | Ret  | 13  | Ret | Ret | Ret | 13  | 2        |
| 16   | ピエルルイジ・マルティニ         | Ret | Ret | Ret | 6    | 6    | Ret  | 8    | 10  | 15   | 11   | Ret  | Ret | 8   | Ret | 10  | Ret | 2        |
| 17   | ステファノ・モデナ               | DNQ | Ret | Ret | DNQ  | Ret  | Ret  | Ret  | Ret | Ret  | DNQ  | Ret  | 15  | DNQ | 13  | 7   | 6   | 1        |
| 18   | クリスチャン・フィッティパルディ | Ret | Ret | Ret | 11   | Ret  | 8    | 13   | DNQ |      |      |      | DNQ | DNQ | 12  | 6   | 9   | 1        |
| 19   | ベルトラン・ガショー             | Ret | 11  | Ret | Ret  | Ret  | 6    | DSQ  | Ret | Ret  | 14   | Ret  | 18  | Ret | Ret | Ret | Ret | 1        |
| 20   | 鈴木亜久里                       | 8   | DNQ | Ret | 7    | 10   | 11   | DNQ  | Ret | 12   | Ret  | Ret  | 9   | Ret | 10  | 8   | 8   | 0        |
| 21   | J.J.レート                       | Ret | 8   | 8   | Ret  | 11   | 9    | 9    | 9   | 13   | 10   | DNQ  | 7   | 11  | Ret | 9   | Ret | 0        |
| 22   | ジャンニ・モルビデリ             | Ret | Ret | 7   | Ret  | Ret  | Ret  | 11   | 8   | 17   | 12   | DNQ  | 16  | Ret | 14  | 14  | 10  | 0        |
| 23   | マウリシオ・グージェルミン       | 11  | Ret | Ret | Ret  | 7    | Ret  | Ret  | Ret | Ret  | 15   | 10   | 14  | Ret | Ret | Ret | Ret | 0        |
| 24   | オリビエ・グルイヤール           | Ret | Ret | Ret | Ret  | 8    | Ret  | 12   | 11  | 11   | Ret  | Ret  | Ret | Ret | Ret | Ret | Ret | 0        |
| 25   | 片山右京                         | 12  | 12  | 9   | DNQ  | Ret  | DNPQ | Ret  | Ret | Ret  | Ret  | Ret  | 17  | 9   | Ret | 11  | Ret | 0        |
| 26   | ポール・ベルモンド               | DNQ | DNQ | DNQ | 12   | 13   | DNQ  | 14   | DNQ | DNQ  | 13   | 9    |     |     |     |     |     | 0        |
| 27   | エリック・ヴァン・デ・ポール     | 13  | DNQ | DNQ | DNQ  | DNQ  | DNQ  | DNQ  | DNQ | DNQ  | DNQ  | Ret  | 10  | Ret |     |     |     | 0        |
| 28   | エマニュエル・ナスペッティ       |     |     |     |      |      |      |      |     |      |      |      | 12  | Ret | 11  | 13  | Ret | 0        |
| 29   | ニコラ・ラリーニ                 |     |     |     |      |      |      |      |     |      |      |      |     |     |     | 12  | 11  | 0        |
| 30   | デイモン・ヒル                   |     |     |     | DNQ  | DNQ  | DNQ  | DNQ  | DNQ | 16   | DNQ  | 11   |     |     |     |     |     | 0        |
| 31   | ヤン・ラマース                   |     |     |     |      |      |      |      |     |      |      |      |     |     |     | Ret | 12  | 0        |
| 32   | ガブリエル・タルキーニ           | Ret | Ret | Ret | Ret  | Ret  | Ret  | Ret  | Ret | 14   | Ret  | Ret  | Ret | Ret |     |     |     | 0        |
| NC   | アンドレア・キエーザ             | DNQ | Ret | DNQ | Ret  | DNQ  | DNQ  | DNQ  | Ret | DNQ  | DNQ  |      |     |     |     |     |     | 0        |
| NC   | ロベルト・モレノ                 |     |     |     | DNPQ | DNPQ | Ret  | DNPQ |     | DNPQ | DNPQ | DNQ  | DNQ |     |     |     |     | 0        |
| NC   | アレッサンドロ・ザナルディ       |     |     |     |      |      |      |      |     | DNQ  | Ret  | DNQ  |     |     |     |     |     | 0        |
| NC   | ペリー・マッカーシー             |     |     |     | DNPQ | DNPQ | DNPQ |      |     | DNPQ | EX   | DNPQ | DNQ |     |     |     |     | 0        |
| NC   | ジョバンナ・アマティ             | DNQ | DNQ | DNQ |      |      |      |      |     |      |      |      |     |     |     |     |     | 0        |
| 順位 | ドライバー                       | RSA | MEX | BRA | ESP  | SMR  | MON  | CAN  | FRA | GBR  | GER  | HUN  | BEL | ITA | POR | JPN | AUS | ポイント |

| 色   | 結果                                    |
| ---- | --------------------------------------- |
| 金色 | 勝者                                    |
| 銀色 | 2位                                     |
| 銅色 | 3位                                     |
| 緑   | ポイント獲得                            |
| 青   | 完走                                    |
| 青   | † 完走扱い（全周回数の90%以上走行）     |
| 青   | 規定周回数不足（NC）                    |
| 紫   | リタイア（Ret）                         |
| 赤   | 予選不通過（DNQ）                       |
| 赤   | 予備予選不通過（DNPQ）                  |
| 黒   | 失格（DSQ）                             |
| 白   | スタートせず（DNS）                     |
| 白   | レース中止（C）                         |
| 水色 | プラクティスのみ（PO）                  |
| 水色 | 金曜日テストドライバー（TD） 2003年以降 |
| 空欄 | プラクティス出走せず（DNP）             |
| 空欄 | 除外 (EX)                               |
| 空欄 | 到着せず (DNA)                          |
| 空欄 | 欠場 (WD)                               |

*各レースの完走者上位から10-6-4-3-2-1という形で、上位6人にポイントが与えられる。同ポイントの場合はデッドヒート制により順位が決まる。

## 1992年のコンストラクターズランキング
| 順位 | コンストラクター            | No. | RSA | MEX | BRA | ESP  | SMR  | MON  | CAN  | FRA | GBR  | GER  | HUN  | BEL | ITA | POR | JPN | AUS | 得点 |
| ---- | --------------------------- | --- | --- | --- | --- | ---- | ---- | ---- | ---- | --- | ---- | ---- | ---- | --- | --- | --- | --- | --- | ---- |
| 1    | ウィリアムズ-ルノー         | 5   | 1   | 1   | 1   | 1    | 1    | 2    | Ret  | 1   | 1    | 1    | 2    | 2   | Ret | 1   | Ret | Ret | 164  |
| 1    | ウィリアムズ-ルノー         | 6   | 2   | 2   | 2   | Ret  | 2    | 3    | Ret  | 2   | 2    | 8    | Ret  | 3   | 5   | Ret | 1   | Ret | 164  |
| 2    | マクラーレン-ホンダ         | 1   | 3   | Ret | Ret | 9    | 3    | 1    | Ret  | Ret | Ret  | 2    | 1    | 5   | 1   | 3   | Ret | Ret | 99   |
| 2    | マクラーレン-ホンダ         | 2   | 5   | 4   | Ret | 4    | Ret  | Ret  | 1    | Ret | 5    | Ret  | 3    | Ret | 4   | 2   | 2   | 1   | 99   |
| 3    | ベネトン-フォード           | 19  | 4   | 3   | 3   | 2    | Ret  | 4    | 2    | Ret | 4    | 3    | Ret  | 1   | 3   | 7   | Ret | 2   | 91   |
| 3    | ベネトン-フォード           | 20  | Ret | Ret | Ret | Ret  | 4    | 5    | Ret  | 3   | 3    | 4    | 5    | 4   | 2   | 4   | 3   | 3   | 91   |
| 4    | フェラーリ                  | 27  | Ret | Ret | 4   | 3    | Ret  | Ret  | 3    | Ret | Ret  | 5    | Ret  | Ret | Ret | Ret | 5   | 4   | 21   |
| 4    | フェラーリ                  | 28  | Ret | Ret | 5   | 10   | Ret  | Ret  | Ret  | Ret | 9    | Ret  | 6    | Ret | Ret | Ret | 12  | 11  | 21   |
| 5    | ロータス-フォード           | 11  | 9   | 6   | 10  | Ret  | DNQ  | Ret  | Ret  | 4   | 6    | Ret  | 4    | 6   | Ret | 5   | Ret | 7   | 13   |
| 5    | ロータス-フォード           | 12  | 6   | 7   | Ret | Ret  | Ret  | Ret  | Ret  | 6   | Ret  | Ret  | Ret  | 13  | Ret | Ret | Ret | 13  | 13   |
| 6    | ティレル-イルモア           | 3   | Ret | Ret | Ret | Ret  | 8    | Ret  | 12   | 11  | 11   | Ret  | Ret  | Ret | Ret | Ret | Ret | Ret | 8    |
| 6    | ティレル-イルモア           | 4   | Ret | 5   | Ret | Ret  | 14   | Ret  | 5    | Ret | Ret  | Ret  | 8    | 8   | 6   | 9   | 4   | Ret | 8    |
| 7    | フットワーク-無限ホンダ     | 9   | 10  | 13  | 6   | 5    | 5    | 7    | 7    | 7   | 7    | 9    | 7    | Ret | 7   | 6   | 15  | Ret | 6    |
| 7    | フットワーク-無限ホンダ     | 10  | 8   | DNQ | Ret | 7    | 10   | 11   | DNQ  | Ret | 12   | Ret  | Ret  | 9   | Ret | 10  | 8   | 8   | 6    |
| 8    | リジェ-ルノー               | 25  | Ret | 10  | Ret | Ret  | Ret  | 12   | 10   | Ret | 10   | 7    | Ret  | Ret | Ret | 8   | Ret | 5   | 6    |
| 8    | リジェ-ルノー               | 26  | 7   | 9   | Ret | Ret  | 9    | 10   | 6    | 5   | 8    | 6    | Ret  | DNQ | Ret | Ret | Ret | Ret | 6    |
| 9    | マーチ-イルモア             | 16  | Ret | Ret | Ret | 8    | 12   | Ret  | 4    | Ret | Ret  | 16   | Ret  | 11  | 10  | Ret | Ret | 12  | 3    |
| 9    | マーチ-イルモア             | 17  | DNQ | DNQ | DNQ | 12   | 13   | DNQ  | 14   | DNQ | DNQ  | 13   | 9    | 12  | Ret | 11  | 13  | Ret | 3    |
| 10   | ダラーラ-フェラーリ         | 21  | Ret | 8   | 8   | Ret  | 11   | 9    | 9    | 9   | 13   | 10   | DNQ  | 7   | 11  | Ret | 9   | Ret | 2    |
| 10   | ダラーラ-フェラーリ         | 22  | Ret | Ret | Ret | 6    | 6    | Ret  | 8    | 10  | 15   | 11   | Ret  | Ret | 8   | Ret | 10  | Ret | 2    |
| 11   | ジョーダン-ヤマハ           | 32  | DNQ | Ret | Ret | DNQ  | Ret  | Ret  | Ret  | Ret | Ret  | DNQ  | Ret  | 15  | DNQ | 13  | 7   | 6   | 1    |
| 11   | ジョーダン-ヤマハ           | 33  | 11  | Ret | Ret | Ret  | 7    | Ret  | Ret  | Ret | Ret  | 15   | 10   | 14  | Ret | Ret | Ret | Ret | 1    |
| 12   | ミナルディ-ランボルギーニ   | 23  | Ret | Ret | Ret | 11   | Ret  | 8    | 13   | DNQ | DNQ  | Ret  | DNQ  | DNQ | DNQ | 12  | 6   | 9   | 1    |
| 12   | ミナルディ-ランボルギーニ   | 24  | Ret | Ret | 7   | Ret  | Ret  | Ret  | 11   | 8   | 17   | 12   | DNQ  | 16  | Ret | 14  | 14  | 10  | 1    |
| 13   | ラルース-ランボルギーニ     | 29  | Ret | 11  | Ret | Ret  | Ret  | 6    | DSQ  | Ret | Ret  | 14   | Ret  | 18  | Ret | Ret | Ret | Ret | 1    |
| 13   | ラルース-ランボルギーニ     | 30  | 12  | 12  | 9   | DNQ  | Ret  | DNPQ | Ret  | Ret | Ret  | Ret  | Ret  | 17  | 9   | Ret | 11  | Ret | 1    |
| 14   | フォンドメタル-フォード     | 14  | DNQ | Ret | DNQ | Ret  | DNQ  | DNQ  | DNQ  | Ret | DNQ  | DNQ  | Ret  | 10  | Ret |     |     |     | 0    |
| 14   | フォンドメタル-フォード     | 15  | Ret | Ret | Ret | Ret  | Ret  | Ret  | Ret  | Ret | 14   | Ret  | Ret  | Ret | Ret |     |     |     | 0    |
| 15   | ブラバム-ジャッド           | 7   | 13  | DNQ | DNQ | DNQ  | DNQ  | DNQ  | DNQ  | DNQ | DNQ  | DNQ  |      |     |     |     |     |     | 0    |
| 15   | ブラバム-ジャッド           | 8   | DNQ | DNQ | DNQ | DNQ  | DNQ  | DNQ  | DNQ  | DNQ | 16   | DNQ  | 11   |     |     |     |     |     | 0    |
| NC   | アンドレア・モーダ-ジャッド | 34  |     |     |     | DNPQ | DNPQ | Ret  | DNPQ |     | DNPQ | DNPQ | DNQ  | DNQ |     |     |     |     |      |
| NC   | アンドレア・モーダ-ジャッド | 35  |     |     |     | DNPQ | DNPQ | DNPQ |      |     | DNPQ | EX   | DNPQ | DNQ |     |     |     |     |      |
| 順位 | コンストラクター            | No. | RSA | MEX | BRA | ESP  | SMR  | MON  | CAN  | FRA | GBR  | GER  | HUN  | BEL | ITA | POR | JPN | AUS | 得点 |

*同ポイントの場合はデッドヒート制により順位が決まる。